# Ernannter Braunschweigischer Landtag
Der Ernannte Landtag des Landes Braunschweig war ein nach dem Zweiten Weltkrieg von der britischen Militärregierung eingesetztes Gremium zur Kontrolle der Braunschweigischen Landesregierung. Er bestand vom 21. Februar 1946 (erste Sitzung) bis zum 21. November 1946 (letzte Sitzung). Zusammen mit dem Ernannten Hannoverschen Landtag und dem Ernannten Oldenburgischen Landtag war er der Vorgänger des Ernannten Niedersächsischen Landtages, welcher sich am 9. Dezember 1946 konstituierte.
Vergleichbare ernannte Landtage wurden auch in anderen Bundesländern eingerichtet.

## Zusammensetzung

### Präsidium
- Präsident des Braunschweigischen Landtags[2] 
  - Wilhelm Rieke (SPD)
- Vizepräsidenten[2]
  - Ernst Will (CDU)
  - Walter Wehe (KPD)

### Sitzverteilung
- KPD: 7
- SPD: 30
- FDP: 3
- Unabh.: 3
- CDU: 19
- NLP: 1

Die Mitglieder waren aufgrund von Vorschlägen der Parteien durch die britische Militärregierung ernannt worden und setzten sich wie folgt zusammen:
| Kürzel | Fraktion                                    | Sitze |
| ------ | ------------------------------------------- | ----- |
| SPD    | Sozialdemokratische Partei Deutschlands     | 30    |
| CDU    | Christlich Demokratische Union Deutschlands | 19    |
| KPD    | Kommunistische Partei Deutschlands          | 07    |
| FDP    | Freie Demokratische Partei                  | 03    |
| Unabh. | Parteilose Abgeordnete                      | 03    |
| NLP    | Niedersächsische Landespartei               | 01    |
| Gesamt | Gesamt                                      | 63    |

## Abgeordnete
| Name                  | Lebensdaten | Fraktion | Anmerkung                                                                      |
| --------------------- | ----------- | -------- | ------------------------------------------------------------------------------ |
| Otto Arnholz          | 1894–1988   | SPD      |                                                                                |
| Franz Baumgart        | 1895–1955   | SPD      |                                                                                |
| Anna Beddies          | 1891–1976   | KPD      |                                                                                |
| Otto Bennemann        | 1903–2003   | SPD      |                                                                                |
| Wilhelm Bergs         | 1912–1991   | CDU      |                                                                                |
| Ewald Berndt          | 1902–1958   | SPD      |                                                                                |
| Ernst Böhme           | 1892–1968   | SPD      |                                                                                |
| Rudolf Bosse          | 1890–1966   | SPD      |                                                                                |
| Adalbert Bremer       | 1902–1948   | CDU      |                                                                                |
| Otto Curland          | 1886–1973   | CDU      |                                                                                |
| Heinrich Dierker      | 1885–1960   | SPD      |                                                                                |
| Martin Erdmann        | 1896–1977   | CDU      |                                                                                |
| Hermann Fricke        | 1898–1952   | CDU      |                                                                                |
| Martha Fuchs          | 1892–1966   | SPD      |                                                                                |
| Heinrich Gahrns       | 1882–1955   | Unabh.   |                                                                                |
| Robert Gehrke         | 1892–1972   | KPD      |                                                                                |
| Franz Hardeweg        | 1884–1954   | CDU      |                                                                                |
| Fritz Hartmann        | 1896–1974   | SPD      |                                                                                |
| Heinz Heyne           | 1910–????   | Unabh.   |                                                                                |
| Hans Hildebrand       | 1889–1975   | FDP      |                                                                                |
| Artur Hoffmann        | 1902–1990   | CDU      |                                                                                |
| Erich Johannes        | 1911–1994   | CDU      |                                                                                |
| Gerhard Kallmeyer     | 1913–1958   | CDU      |                                                                                |
| Karl Keunecke         | 1888–1957   | SPD      |                                                                                |
| Bodo Kroehl           | 1873–1961   | CDU      |                                                                                |
| Arthur Krull          | 1898–1964   | KPD      |                                                                                |
| Alfred Kubel          | 1909–1999   | SPD      |                                                                                |
| Peter Küppenbender    | 1899–1961   | KPD      |                                                                                |
| Josef Laurenz Küsters | 1915–????   | CDU      |                                                                                |
| Robert Kugelberg      | 1886–1964   | SPD      |                                                                                |
| Ernst Lehnig          | 1899–1951   | SPD      |                                                                                |
| Heinrich Meyer-Bülkau | 1878–1948   | NLP      |                                                                                |
| Paul Moeschke         | 1899–1972   | SPD      |                                                                                |
| Waldemar Ohlmer       | 1881–1971   | FDP      |                                                                                |
| Willi Ossenkopf       | 1899–1966   | SPD      |                                                                                |
| Henry Pinkepank       | 1893–1965   | SPD      |                                                                                |
| Edith Reinowski       | 1910–2003   | SPD      |                                                                                |
| Wilhelm Rieke         | 1880–1967   | SPD      | Landtagspräsident                                                              |
| Kurt Rißling          | 1888–1967   | CDU      |                                                                                |
| Albert Rohloff        | 1896–1961   | SPD      |                                                                                |
| Franz Rosenbruch      | 1898–1958   | SPD      |                                                                                |
| Otto Rüdiger          | 1885–1976   | SPD      |                                                                                |
| Fritz Sänger          | 1901–1984   | SPD      |                                                                                |
| Otto Schäfer          | 1886–1960   | FDP      |                                                                                |
| Franz Schilling       | 1902–1981   | CDU      |                                                                                |
| Hubert Schlebusch     | 1893–1955   | SPD      |                                                                                |
| Erich Schneider       | 1895–1959   | SPD      |                                                                                |
| Günther Schöne        | 1901–1985   | CDU      |                                                                                |
| Carl Schönfeld        | 1902–1951   | CDU      |                                                                                |
| Wilhelm Schreiber     | 1896–1969   | SPD      |                                                                                |
| Erich Schulz          | 1902–1977   | SPD      |                                                                                |
| Hans Eduard Seebaß    | 1894–1957   | Unabh.   |                                                                                |
| Georg Strickrodt      | 1902–1989   | CDU      |                                                                                |
| Johannes Stuke        | 1904–1978   | CDU      |                                                                                |
| Alfred Tack           | 1898–1970   | SPD      |                                                                                |
| Wilhelm Töllner       | 1879–1963   | SPD      |                                                                                |
| Fritz Wagener         | 1895–1965   | SPD      | alias Graf von der Schulenburg (wurde wegen falscher Namensführung verurteilt) |
| Wilhelm Wedde         | 1890–1955   | CDU      |                                                                                |
| Walter Wehe           | 1900–1971   | KPD      | Landtagsvizepräsident                                                          |
| Rudolf Wiesener       | 1899–1972   | KPD      |                                                                                |
| Ernst Will            | 1885–1950   | CDU      | Landtagsvizepräsident                                                          |
| Ludwig Winter         | 1907–1982   | SPD      |                                                                                |
| Richard Wolters       | 1897–1975   | KPD      |                                                                                |